# HD 11964
HD 11964是一颗黄次巨星，位于大约107光年以外的鲸鱼座中。此恒星比我们的太阳质量更大、光度更高，勉强能用肉眼看到。2000年时发现一颗较远的伴星，表明它是一个双星系统。目前已确认有两颗太阳系外行星围绕其公转。

## 行星系
2005年8月时天文学家发现了两颗它的行星，内侧的那颗像海王星，而外侧的那颗像木星，后者距离恒星3.34天文单位。然而，第二颗恒星HD 11964 b直到2007年5月才获确认。2007年9月，格雷戈里（P.C. Gregory）根据径向速度法（多普勒光谱学）进行贝叶斯分析，他使用了1、2、3或4颗行星的模型进行计算，发现存在三颗行星的可能性比其他三种情况中可能性最高的两颗行星的情况高600倍以上。他于是根据结果声称存在第三颗行星。此行星可能质量与土星相近，公转周期约为360天。但格雷戈里还认为该行星的轨道周期十分接近一年存在问题，因为这可能意味着径向速度的变化是对地球绕太阳自行的修正不足。但是这颗行星在2009年天文物理期刊的一篇分析文章中没能通过再折合的数据发现。
| 成員 (依恆星距離) | 质量           | 半長軸 (AU) | 轨道周期 (天) | 離心率     | 傾角 | 半径 |
| ----------------- | -------------- | ----------- | ------------- | ---------- | ---- | ---- |
| b                 | ≥0.61 ± 0.1 MJ | 3.34 ± 0.4  | 2110 ± 70     | 0.06 ± 0.2 | —    | —    |
| c                 | ≥0.11 MJ       | 0.229       | 37.82         | 0.15       | —    | —    |